# Старое Село (Жабинковский район)
Старое Село (бел. Старо́е Сяло́) — деревня в Жабинковском районе Брестской области Беларуси. В составе Озятского сельсовета.

## География
Пролегают дороги Н-133 и Н-149.
Ближайшие населённые пункты Мельники, Озяты и др.

### Гидрография
Недалеко протекает река Осиповка.

## История
В документах Старое Село встречается с середины XVI века. Вероятное время основания — XV век.
Согласно ревизии 1566 года, деревня являлась центром Старосельского войтовства Полесской волости Брестского староства.
С 1904 года в Озятской волости Кобринского уезда Гродненской губернии Российской империи.
В 1940-1954 годах центр Старосельского сельсовета.

## Население

### Численность
- 2019 год — 395 человек

### Динамика
- 1816 год — 52 человек.
- 1857 год — 90 дворов, 326 человек.
- 1866 год — 547 селян, центр одноименного селянского товарищества Озятской волости.
- 1897 год — 921 человек, 137 дворов.
- 1904 год — 836 человек (деревня); 97 человек (имение)[3].
- 1914 год — 1059 жителей (наибольшее количество за всю историю населённого пункта), 183 двора.
- 1935 год — 892 человек.
- 1999 год — 535 (540) человек, 244 двора (перепись населения).
- 2009 год — 473 человек (перепись населения)[3].
- 2019 год — 395 человек (перепись населения).

## Достопримечательность
- Партизанское кладбище, в 4 км на юг от деревни, урочище Забродье —  Историко-культурная ценность Республики Беларусь, шифр 113Д000248.
- Братская могила партизан, по ул. Центральной —  Историко-культурная ценность Республики Беларусь, шифр 113Д000249.
- Братская могила партизан (2 человека) на кладбище около автомобильной дороги Н-133 «Брест – Малые Радваничи – Старое Село – Гайковка» —  Историко-культурная ценность Республики Беларусь, шифр 113Д000250.